# WINDY ROAD
『WINDY ROAD』（ウィンディ・ロード）は、MULTI MAXの楽曲。2枚目のシングルとして、1991年4月12日に発売された。発売元は東芝EMI / EASTWORLD。

## 解説
シングルとしては『SOME DAY』以来1年5か月ぶりとなる作品。
アルバム「STILL」と同時発売。

## 収録曲
| 全編曲: 村上啓介。 |                |           |           |      |
| #                  | タイトル       | 作詞      | 作曲      | 時間 |
| 1.                 | 「WINDY ROAD」 | 澤地隆    | CHAGE     | 5:39 |
| 2.                 | 「WORKING」    | 陣内大蔵  | 村上啓介  | 3:59 |
| 合計時間:          | 合計時間:      | 合計時間: | 合計時間: | 9:38 |

## 楽曲解説
1. WINDY ROAD
朋友建設 CMソング。
本曲の歌詞は「平和」がテーマとなっており、発売当時勃発していた湾岸戦争に対しての曲となっている。
また、歌詞の中に出てくる"あの人"というのは当時の フセイン大統領 の事を指している。
シングルバージョンはエンティングがフェードアウトするのに対し、アルバム『STILL』に収録されたものはイントロとアウトロがシングルバージョンより長くなっているほか、エンディングがフェードアウトせず最後まで完奏している。
後にベストアルバム『MAX TOOL VOL.1』、CHAGEのベストアルバム『CHAGE BEST SONGS/PROLOGUE』にもイントロが少し短縮されているが、このバージョンで収録されているため、シングルバージョンは現在もアルバム未収録のままである。
ライブでは、この楽曲の演奏中に紙飛行機を飛ばすパフォーマンスが恒例となっている。
後の2010年に発売されたCHAGEのソロ名義によるアルバム『&C』にてWINDY ROAD 2010というタイトルでセルフカバー。
2. WORKING
村上がボーカルを担当している。
アルバム『STILL』にも収録されている。

## 収録アルバム
- STILL (#1 (アルバムバージョン), #2)
- MAX TOOL VOL.1 (#1, アルバムバージョン)
- CHAGE BEST SONGS/PROLOGUE (#1, アルバムバージョン)
- &C (#1, セルフカバー)